# Enric Ramon Fajarnés
Enric Ramón Fajarnés (Santiago de Compostel·la, 1929 - Eivissa, 13 de setembre de 2020) va ser un advocat i polític eivissenc, net d'Enric Fajarnés Tur.

## Trajectòria
Va néixer accidentalment a Galícia, el 1931 va tornar a Eivissa amb la seva família. Es llicencià en dret per la Universitat de Barcelona, i durant el servei militar va fer de comandant de complement a l'illa de Cabrera. El 1962 fou lletrat de la Cambra de Comerç de les Illes Balears i secretari de la Cambra a Eivissa i Formentera. Posteriorment fou Secretari General de Foment del Turisme a Eivissa fins a 1993.
Entre altres càrrecs, ha estat vicecònsol dels Països Baixos, fiscal comarcal suplent, subagent del banc Lloyd's i president de l'Skal Club d'Eivissa.
Políticament començà com a regidor d'Eivissa en 1965, i n'accedí a l'alcaldia el 1971, quan va dimitir l'alcalde Abel Matutes Juan, nomenat el 1970. Va ocupar l'alcaldia fins a 1974. Durant el seu mandat va signar el pacte amb els militars, per aconseguir que el Castell Blanca Dona i la zona dels Molins passessin a ser de propietat municipal.
Durant la transició democràtica milità inicialment en la UCD, del que en fou president a Eivissa i conseller del Consell General Interinsular i del Consell Insular d'Eivissa i Formentera de 1979 a 1981. Quan es va dissoldre la UCD va ingressar al Partit Demòcrata Popular, i es va presentar a les eleccions generals espanyoles de 1982 com a candidat al Senat d'Espanya per Eivissa-Formentera en coalició amb Aliança Popular. De 1982 a 1986 fou Secretari Segon de la Comissió de Reglament del Senat.
Fou elegit diputat per la mateixa circumscripció a les eleccions generals espanyoles de 1986 i 1989. Ha estat membre de les Comissions d'Economia, Comerç i Hisenda i del Defensor del Poble (1986-1989) i secretari segon de la Comissió d'Economia, Comerç i Hisenda (1989-1993).